# Сува планина 2
„Сува планина 2” је југословенски документарни кратки ТВ филм из 1991. године. Режирао га је Радослав Московлић а сценарио је написао Војислав Васић.

## Улоге
| Глумац           | Улога   |
| ---------------- | ------- |
| Светислав Гонцић | Наратор |